# Transperth Trains
Transperth Trains es una división de la Autoridad de Transporte Público de Western Australia, responsable de la explotación del servicio de transporte urbano de pasajeros a través de la red de trenes suburbanos de Perth (Australia), como parte del sistema integrado de transporte Transperth.

## Líneas
Transperth Trains comprende 5 líneas de trenes, 70 estaciones y 173,1 km de vías férreas:
- Línea Armadale, desde la estación Perth se dirige hacia el sureste hasta Armadale.Comprende 21 estaciones, 30,1 km de extensión y tiene un ramal que va hasta Thornlie.
- Línea Fremantle, desde la estación Perth hacia el suroeste hasta Fremantle. Comprende 17 estaciones y 18,7 km de extensión.
- Línea Joondalup, desde la estación Perth hacia el noroeste hasta Clarkson,comprende 11 estaciones, 32 km de extensión y hay planes para extender la línea hasta Jindalee.
- Línea Midland, desde la estación Perth hacia el este hasta Midland. Comprende 15 estaciones y 16 km de extensión.
- Línea Mandurah, desde la estación Perth hacia el sur hasta Mandurah, comprende 11 estaciones y 70,1 km de extensión.